# Karl Peter Almgren
Karl Peter Almgren, född 3 januari 1791 i Hångsdala församling, Skaraborgs län, död 11 mars 1863 i Stockholm (Jakob och Johannes), var en svensk jurist och riksdagsman.
Karl Peter Almgren var verksam som rådman i Stockholm. Vid riksdagen 1844/45 representerade han staden i borgarståndet. Han var då bland annat ledamot i bevillningsutskottet och bankoutskottet.